# Alexander Kopacz
Alexander Kopacz (n. 26 ianuarie 1990, London, Ontario, Canada) este un bober ce a reprezentat Canada, medaliat olimpic. A participat la o ediție a Jocurilor Olimpice (2018) în care a câștigat o medalie de aur.